# Floricomus ornatulus
Floricomus ornatulus är en spindelart som beskrevs av Willis J. Gertsch och Ivie 1936. Floricomus ornatulus ingår i släktet Floricomus och familjen täckvävarspindlar. Inga underarter finns listade i Catalogue of Life.